# Bahnstrecke Bünde–Bassum
| Streckenverlauf |                      |                                                  |                                                  |
| Streckennummer (DB): | 2982                 |                                                  |                                                  |
| Kursbuchstrecke (DB): | 386 219e (1946)      |                                                  |                                                  |
| Streckenlänge: | 101 km               |                                                  |                                                  |
| Spurweite: | 1435 mm (Normalspur) |                                                  |                                                  |
| Streckengeschwindigkeit: | 80 km/h              |                                                  |                                                  |
| |                      |                                                  |                                                  |
| \| \| \| von Bremen \| \| \| \| 86,8 \| Bassum ⊙ \| Bassum ⊙ \| \| \| \| nach Osnabrück ⊙ \| \| \| \| 81,7 \| Apelstedt ⊙ (Hp) \| Apelstedt ⊙ (Hp) \| \| \| 78,8 \| Neuenkirchen (b Sulingen) ⊙ \| Neuenkirchen (b Sulingen) ⊙ \| \| \| 76,4 \| Scholen ⊙ (Hp) \| Scholen ⊙ (Hp) \| \| \| 72,6 \| Schwaförden ⊙ \| Schwaförden ⊙ \| \| \| \| ehem. von Nienburg ⊙ \| \| \| \| 66,4 \| Sulingen (Han) ⊙ \| Sulingen (Han) ⊙ \| \| \| \| \| \| \| \| \| nach Diepholz ⊙ (mit verworfener Umgehungskurve) \| \| \| \| \| \| \| \| \| \| Industrieanschluss ExxonMobil ⊙ \| \| \| \| 59,8 \| Barenburg ⊙ \| Barenburg ⊙ \| \| \| 55,9 \| Varrel (Han) ⊙ (zuletzt Hp) \| Varrel (Han) ⊙ (zuletzt Hp) \| \| \| 47,4 \| Ströhen (Han) ⊙ (zuletzt Hp) \| Ströhen (Han) ⊙ (zuletzt Hp) \| \| \| 45,1 \| Landesgrenze NRW / Niedersachsen ⊙ \| Landesgrenze NRW / Niedersachsen ⊙ \| \| \| 41,6 \| Ströhen-Wagenfeld ⊙ (zuletzt Awanst) \| Ströhen-Wagenfeld ⊙ (zuletzt Awanst) \| \| \| 39,3 \| Neuer Krug ⊙ (zuletzt Hp) \| Neuer Krug ⊙ (zuletzt Hp) \| \| \| \| von Nienburg ⊙ \| \| \| \| 33,0 \| Rahden ⊙ \| Rahden ⊙ \| \| \| 28,1 \| Espelkamp (alt) ⊙ \| Espelkamp (alt) ⊙ \| \| \| 26,9 \| Espelkamp ⊙ \| Espelkamp ⊙ \| \| \| 23,6 \| Gestringen ⊙ \| Gestringen ⊙ \| \| \| \| Mittellandkanal ⊙ \| \| \| \| 21,6 \| Besta ⊙ (Awanst) \| Besta ⊙ (Awanst) \| \| \| 21,2 \| Lübbecke Hafen ⊙ (Awanst) \| Lübbecke Hafen ⊙ (Awanst) \| \| \| \| ehem. Mindener Kreisbahnen von Hille/Minden \| \| \| \| 18,5 \| Lübbecke (Westf) ⊙ \| Lübbecke (Westf) ⊙ \| \| \| 15,8 \| Blasheim ⊙ \| Blasheim ⊙ \| \| \| 13,9 \| Bad Holzhausen ⊙ \| 61 m \| \| \| \| ehem. Wittlager Kreisbahn nach Bohmte ⊙ \| \| \| \| 10,3 \| Mesch Neue Mühle ⊙ \| 90 m \| \| \| 7,1 \| Bieren-Rödinghausen ⊙ \| 95 m \| \| \| 3,4 \| Holsen ⊙ (zuletzt Hp) \| Holsen ⊙ (zuletzt Hp) \| \| \| \| von Osnabrück ⊙ \| \| \| \| 0,0 \| Bünde (Westf) ⊙ \| 66 m \| \| \| \| nach Löhne \| \| \| \| \| \| \| \| Quellen: [1][2] \| \| \| \| |                      |                                                  |                                                  |
| Strecke |                      | von Bremen                                       | von Bremen                                       |
| Bahnhof | 86,8                 | Bassum ⊙                                         | Bassum ⊙                                         |
| Abzweig ehemals geradeaus und nach rechts |                      | nach Osnabrück ⊙                                 | nach Osnabrück ⊙                                 |
| Haltepunkt / Haltestelle (Strecke außer Betrieb) | 81,7                 | Apelstedt ⊙ (Hp)                                 | Apelstedt ⊙ (Hp)                                 |
| Haltepunkt / Haltestelle (Strecke außer Betrieb) | 78,8                 | Neuenkirchen (b Sulingen) ⊙                      | Neuenkirchen (b Sulingen) ⊙                      |
| Haltepunkt / Haltestelle (Strecke außer Betrieb) | 76,4                 | Scholen ⊙ (Hp)                                   | Scholen ⊙ (Hp)                                   |
| Haltepunkt / Haltestelle (Strecke außer Betrieb) | 72,6                 | Schwaförden ⊙                                    | Schwaförden ⊙                                    |
| Abzweig geradeaus und von links (Strecke außer Betrieb) |                      | ehem. von Nienburg ⊙                             | ehem. von Nienburg ⊙                             |
| Betriebs-/Güterbahnhof Strecke bis hier außer Betrieb | 66,4                 | Sulingen (Han) ⊙                                 | Sulingen (Han) ⊙                                 |
| |                      |                                                  |                                                  |
| Abzweig geradeaus, nach rechts und ehemals von rechts |                      | nach Diepholz ⊙ (mit verworfener Umgehungskurve) | nach Diepholz ⊙ (mit verworfener Umgehungskurve) |
| |                      |                                                  |                                                  |
| Abzweig geradeaus und von rechts |                      | Industrieanschluss ExxonMobil ⊙                  | Industrieanschluss ExxonMobil ⊙                  |
| Betriebs-/Güterbahnhof Strecke ab hier außer Betrieb | 59,8                 | Barenburg ⊙                                      | Barenburg ⊙                                      |
| Bahnhof (Strecke außer Betrieb) | 55,9                 | Varrel (Han) ⊙ (zuletzt Hp)                      | Varrel (Han) ⊙ (zuletzt Hp)                      |
| Bahnhof (Strecke außer Betrieb) | 47,4                 | Ströhen (Han) ⊙ (zuletzt Hp)                     | Ströhen (Han) ⊙ (zuletzt Hp)                     |
| Grenze (Strecke außer Betrieb) | 45,1                 | Landesgrenze NRW / Niedersachsen ⊙               | Landesgrenze NRW / Niedersachsen ⊙               |
| Bahnhof (Strecke außer Betrieb) | 41,6                 | Ströhen-Wagenfeld ⊙ (zuletzt Awanst)             | Ströhen-Wagenfeld ⊙ (zuletzt Awanst)             |
| Bahnhof (Strecke außer Betrieb) | 39,3                 | Neuer Krug ⊙ (zuletzt Hp)                        | Neuer Krug ⊙ (zuletzt Hp)                        |
| Abzweig ehemals geradeaus und von links |                      | von Nienburg ⊙                                   | von Nienburg ⊙                                   |
| Bahnhof | 33,0                 | Rahden ⊙                                         | Rahden ⊙                                         |
| ehemaliger Bahnhof | 28,1                 | Espelkamp (alt) ⊙                                | Espelkamp (alt) ⊙                                |
| Bahnhof | 26,9                 | Espelkamp ⊙                                      | Espelkamp ⊙                                      |
| ehemaliger Bahnhof | 23,6                 | Gestringen ⊙                                     | Gestringen ⊙                                     |
| Brücke über Wasserlauf |                      | Mittellandkanal ⊙                                | Mittellandkanal ⊙                                |
| Blockstelle | 21,6                 | Besta ⊙ (Awanst)                                 | Besta ⊙ (Awanst)                                 |
| ehemalige Blockstelle | 21,2                 | Lübbecke Hafen ⊙ (Awanst)                        | Lübbecke Hafen ⊙ (Awanst)                        |
| Abzweig geradeaus und ehemals von links |                      | ehem. Mindener Kreisbahnen von Hille/Minden      | ehem. Mindener Kreisbahnen von Hille/Minden      |
| Bahnhof | 18,5                 | Lübbecke (Westf) ⊙                               | Lübbecke (Westf) ⊙                               |
| ehemaliger Haltepunkt / Haltestelle | 15,8                 | Blasheim ⊙                                       | Blasheim ⊙                                       |
| Bahnhof | 13,9                 | Bad Holzhausen ⊙                                 | 61 m                                             |
| Abzweig geradeaus und ehemals nach rechts |                      | ehem. Wittlager Kreisbahn nach Bohmte ⊙          | ehem. Wittlager Kreisbahn nach Bohmte ⊙          |
| Haltepunkt / Haltestelle | 10,3                 | Mesch Neue Mühle ⊙                               | 90 m                                             |
| Haltepunkt / Haltestelle | 7,1                  | Bieren-Rödinghausen ⊙                            | 95 m                                             |
| ehemaliger Bahnhof | 3,4                  | Holsen ⊙ (zuletzt Hp)                            | Holsen ⊙ (zuletzt Hp)                            |
| Abzweig geradeaus und von rechts |                      | von Osnabrück ⊙                                  | von Osnabrück ⊙                                  |
| Bahnhof | 0,0                  | Bünde (Westf) ⊙                                  | 66 m                                             |
| Strecke |                      | nach Löhne                                       | nach Löhne                                       |
| |                      |                                                  |                                                  |
| Quellen: |                      |                                                  |                                                  |

Die Bahnstrecke Bünde–Bassum ist eine heute teilweise stillgelegte Eisenbahnstrecke von Bünde (Westf) nach Bassum. Der südliche Streckenabschnitt zwischen Bünde und Rahden ist eine eingleisige, nicht elektrifizierte Nebenbahn und gehört heute zum DB-Regionalnetz Münster-Ostwestfalen (MOW) mit Sitz in Münster. Der nördliche Streckenteil von Rahden nach Bassum ist bis auf einen kurzen, nur für Güterverkehr genutzten Abschnitt zwischen Barenburg und Sulingen stillgelegt.

## Geschichte

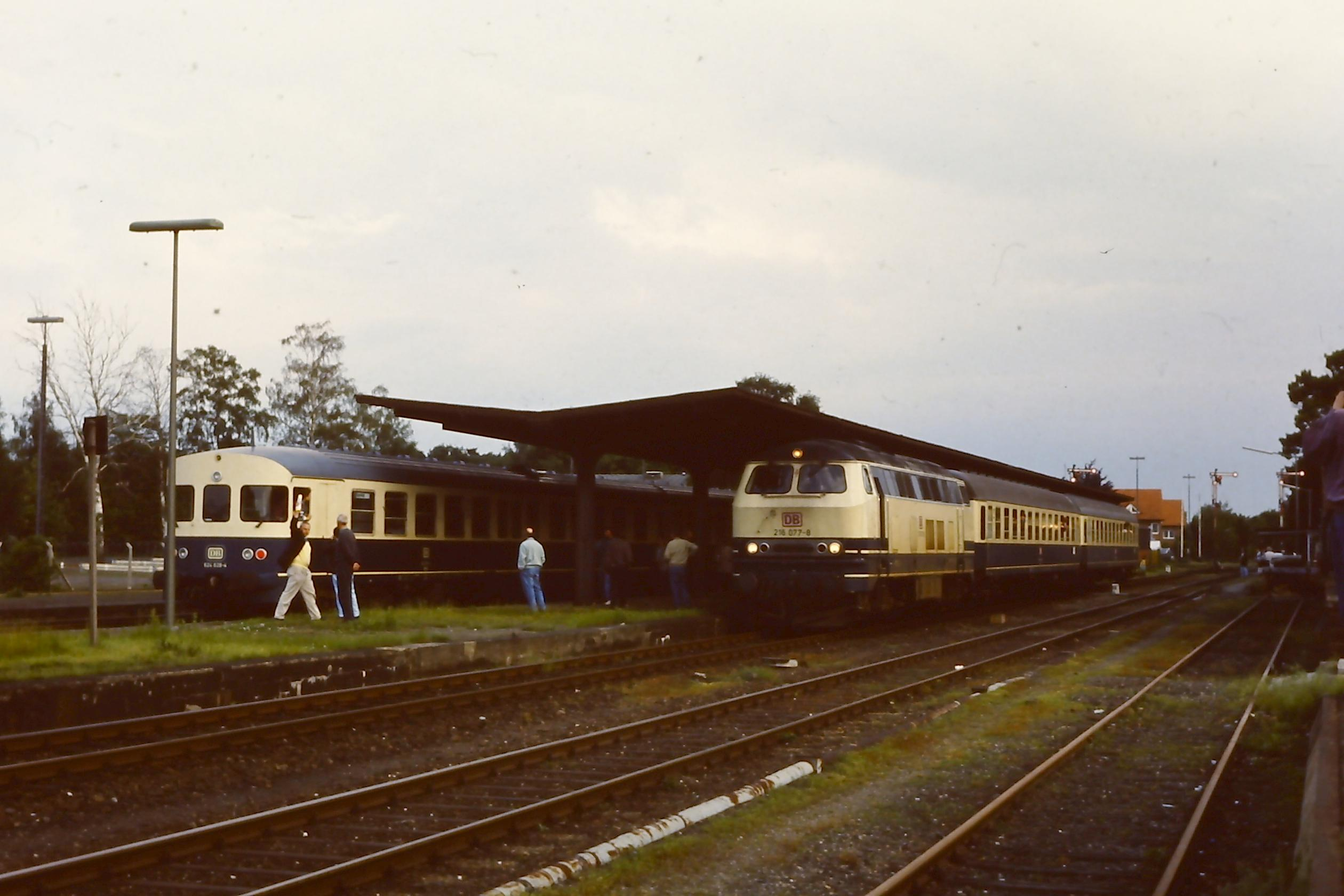
Bahnhof Sulingen am letzten Betriebstag (1. Juni 1994)

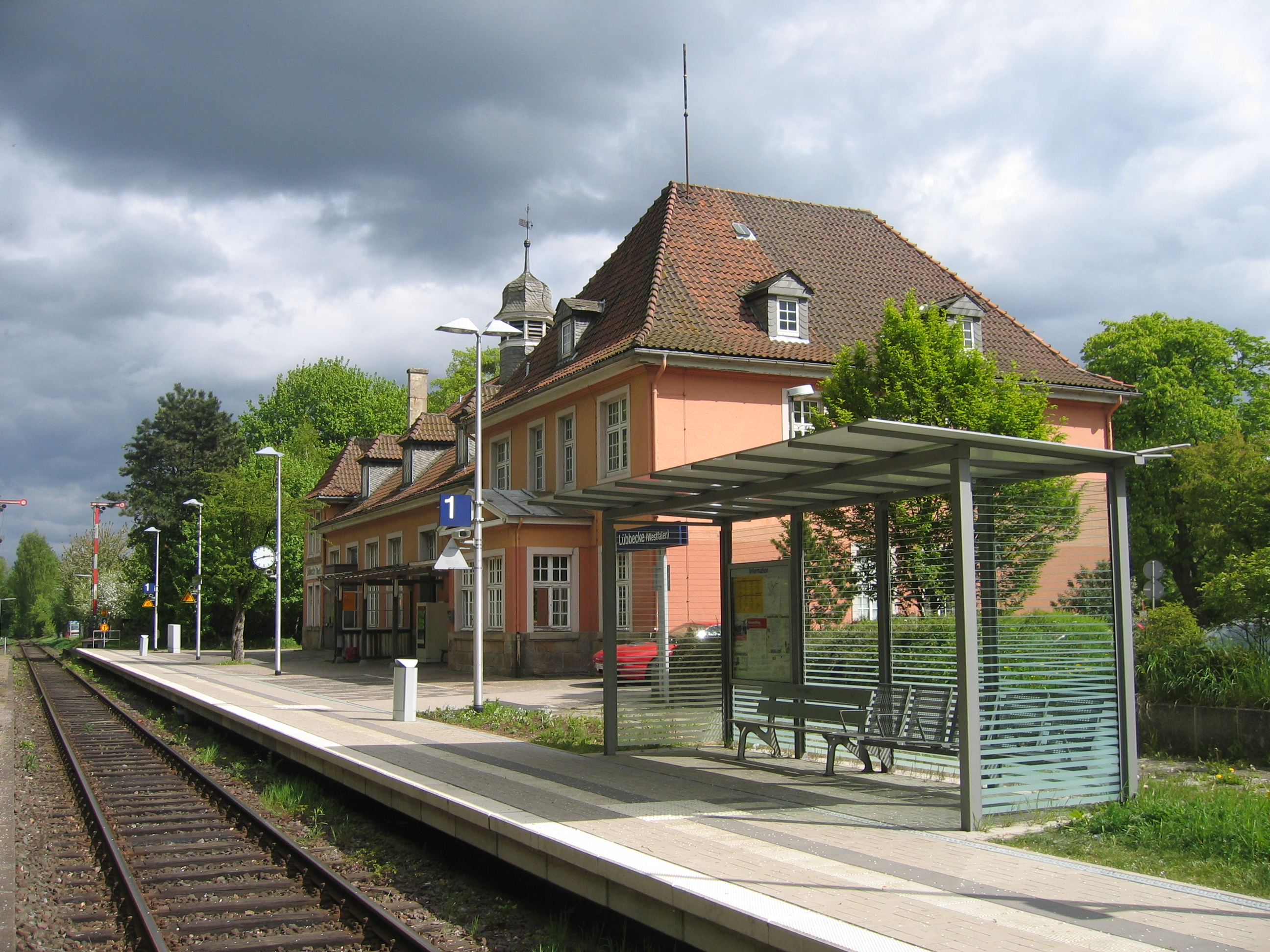
Der Bahnhof Lübbecke vor der Sanierung

Um 1845 wurden erste Pläne einer Nebenbahn zur Bahnstrecke Hamm–Minden der Köln-Mindener Eisenbahn-Gesellschaft von Minden über Lübbecke nach Osnabrück bekannt. Sie fanden aber in konservativen Kreisen keine Zustimmung. Erst zwanzig Jahre danach (1867) wurde ein neues Bahnprojekt Karlshafen – Herford – Bünde – Lübbecke – Lemförde vorgestellt.
Konkretere Formen nahm der Plan einer Bahn von Bünde nach Rahden vom 5. März 1872 an, die von der Bahnstrecke Löhne–Rheine abzweigen sollte. Aber erst 1892 wurde die Planung für die eingleisige Nebenbahn Bünde (Westf)–Rahden durch den preußischen Minister für öffentliche Arbeiten genehmigt. Fünf Jahre später, am 22. Februar 1897, erfolgte der erste Spatenstich, und am 30. September 1899 wurde die Bahn durch zwei Sonderzüge, die kostenlos benutzt werden konnten, eröffnet. Am Tag darauf erfolgte die Aufnahme des regulären Verkehrs durch die Preußischen Staatseisenbahnen.
Bereits am 29. September 1900 wurde die Strecke nach Nordosten bis Sulingen verlängert, und ab 1. August 1901 erfolgte ein durchgehender Verkehr von Bünde (Westf) über Rahden und Sulingen bis zur (auch „Rollbahn“ genannten) Hauptstrecke Bremen–Münster in Bassum.
Am 9. August 1900 wurde die erste Strecke der Wittlager Kreisbahn von Holzhausen-Heddinghausen nach Bohmte an der Hauptstrecke Münster–Osnabrück–Bremen eröffnet, am 15. Januar 1910 die Bahnstrecke Nienburg–Rahden.
Im Folgenden musste der Lokschuppen in Rahden erweitert werden, und die Lokstation wurde Bahnbetriebswerk. Mit der Dampflokomotive 24 041 kam am 30. Oktober 1928 die erste Lok dieses Einheitstyps nach Rahden, wobei diese Baureihe bis zum Ende der Dampftraktion dem Betriebswerk treu blieb.
Der Zweite Weltkrieg hinterließ auch hier seine Spuren. Am 1./2. April 1945 wurde die Brücke über den Mittellandkanal zwischen Gestringen und Lübbecke gesprengt. Aber schon ab 1. März 1946 war wieder ein durchgehender Verkehr möglich.
Ab Januar 1950 benutzten Eilzüge von Bremerhaven-Lehe nach Frankfurt (Main) über Bremen, Herford, Paderborn, Korbach und Marburg diese Strecke. Solche Verbindungen wurden auch als „Heckeneilzug“ bezeichnet.
Die letzten Dampfzugfahrten, Pendelfahrten zwischen Sulingen und Bünde, fanden am 5./6. Oktober 1974 statt. Im Jahre 1975 wurden die Nahverkehrszüge auf dem Streckenabschnitt zwischen Bassum und Rahden eingestellt, die beiden Eilzugpaare blieben jedoch zunächst bestehen.
Ab 1. Dezember 1977 gehörten alle Bahnhöfe ab Neue Mühle zu Rahden, und ab 1. April 1978 war das Bahnbetriebswerk Rahden nur noch Außenstelle von Löhne (Westf). Am 30. April 1979 wurde die Bahnmeisterei Rahden aufgelöst und am 1. Januar 1989 die Dienststelle Bahnhof Rahden.
Am 1. Juni 1994 wurde das letzte verbliebene Zugpaar Bielefeld–Bassum–Bremen und damit der Personenverkehr auf der Strecke Rahden–Bassum eingestellt; der Güterverkehr folgte am 3. Juni 1994 und die Strecke wurde zum 31. Dezember 1997 stillgelegt (mit Ausnahme des Abschnitts Sulingen–Barenburg). Bis heute bedient die DB Cargo Deutschland diesen Streckenteil aus Richtung Diepholz über Sulingen zum Barenburger ExxonMobil-Lager.
Im Herbst 2009 wurde eine als Engpass im Bundesfernstraßennetz geltende Eisenbahnüberführung über die B 61 bei Bassum beseitigt, der Bahndamm wurde hier teilweise abgetragen. Bei Ströhen wurde das Streckengleis mit einer Halle überbaut. Im Raum Sulingen wurden mehrere Bahnübergänge unter anderem beim Bau von Entlastungsstraßen beseitigt. Gleiches gilt für den Bahnübergang im Verlauf der Bundesstraße 61 bei Neuenkirchen. Die anderen Streckenabschnitte sind mittlerweile meist mit Gestrüpp überwachsen.
In den 2010er-Jahren wurde die Stilllegung der Betriebsstation Sulingen und eines Teilabschnitts in Betracht gezogen. Diese sollten durch eine Verbindungskurve zwischen dem Diepholzer und dem Barenburger Streckenzweig ersetzt werden und so den Fahrtrichtungswechsel im ansonsten nicht benötigten Bahnhof Sulingen einsparen. Das Gelände des dann nicht mehr genutzten Sulinger Bahnhofs mit seinen ehemals umfangreichen Gleisanlagen sollte diesen Planungen nach zugunsten einer anderweitigen Bebauung entwidmet werden. Der schon bestehende Planfeststellungsbeschluss wurde 2016 vom Bundesverwaltungsgericht aufgehoben und die Planungen daraufhin eingestellt.

## Betrieb

### Personenverkehr

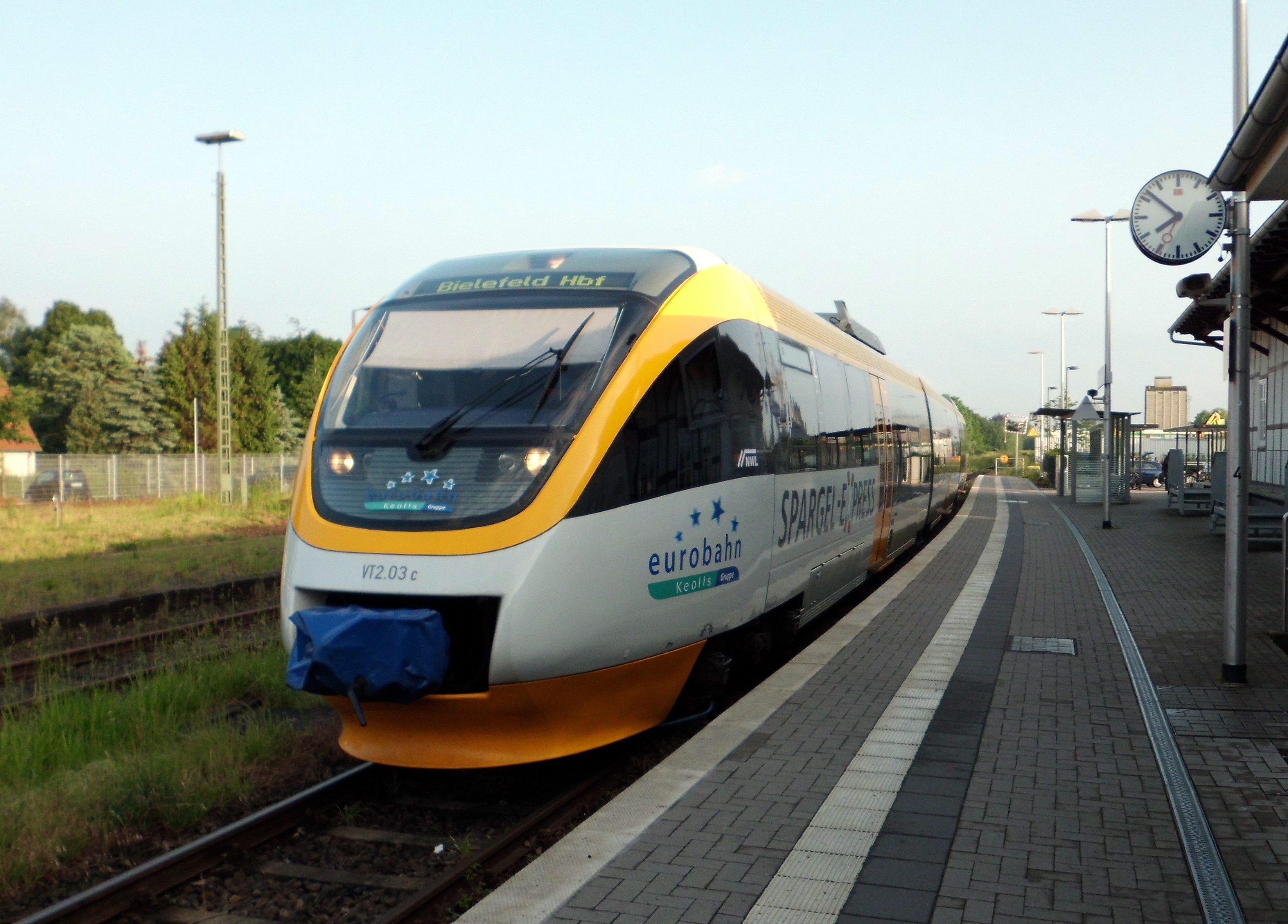
Eurobahn-Talent im Bahnhof Rahden

Die Strecke wird im Stundentakt mit Kreuzung in Bad Holzhausen zur Symmetrieminute :28 von der Regionalbahnlinie RB 71 „Ravensberger Bahn“ (Bielefeld–Herford–Bünde–Rahden) befahren. Die Züge fahren von Bünde über die Bahnstrecke Herford–Kirchlengern weiter nach Bielefeld Hbf. Die Verbindung wird von der eurobahn mit Talent-Dieseltriebwagen mit Geschwindigkeiten bis zu 120 km/h betrieben.

#### Tarife im ÖPNV
Für den gesamten öffentlichen Personennahverkehr galt bis 31. Juli 2017 der regionale „Sechser-Tarif“ (Verkehrsverbund OstWestfalenLippe). Seit dem 1. August 2017 gilt der Westfalentarif, der den „Sechser-Tarif“ ablöste. Der NRW-Tarif ist ebenfalls auf dem gesamten Streckenabschnitt gültig.

### Güterverkehr
Der kurze Abschnitt Sulingen–Barenburg wird heute im Güterverkehr von DB Cargo als Teil des von Diepholz zur Firma ExxonMobil in Barenburg führenden Industrieanschlusses befahren. In Lübbecke zweigt das Anschlussgleis zur am Mittellandkanal gelegenen Firma BESTA Eisen- und Stahlhandelsgesellschaft mbH ab. Diese wird montags bis freitags zum Teil mit Drahtrollen-Ganzzügen bedient.

### Draisinenverkehr
Zwischen Rahden und Ströhen (Han) wird ein Draisinenverkehr für Touristen angeboten. In Ströhen schließt eine ehemalige Moorbahn an den Draisinenverkehr an.

## Zukunft

### Bünde–Rahden
Die Strecke zwischen Bünde und Rahden soll in ein elektronisches Stellwerk eingebunden werden, wobei Bahnübergänge zur Geschwindigkeitserhöhung technisch gesichert werden sollen. In seinem Nahverkehrsplan erwägt der Zweckverband Nahverkehr Westfalen-Lippe (NWL) außerdem, zu prüfen, unter welchen Voraussetzungen in den Bahnhöfen Espelkamp und Lübbecke an den Kreuzungsgleisen jeweils ein zweiter Bahnsteig errichtet werden kann.

### Rahden–Bassum (Reaktivierung)

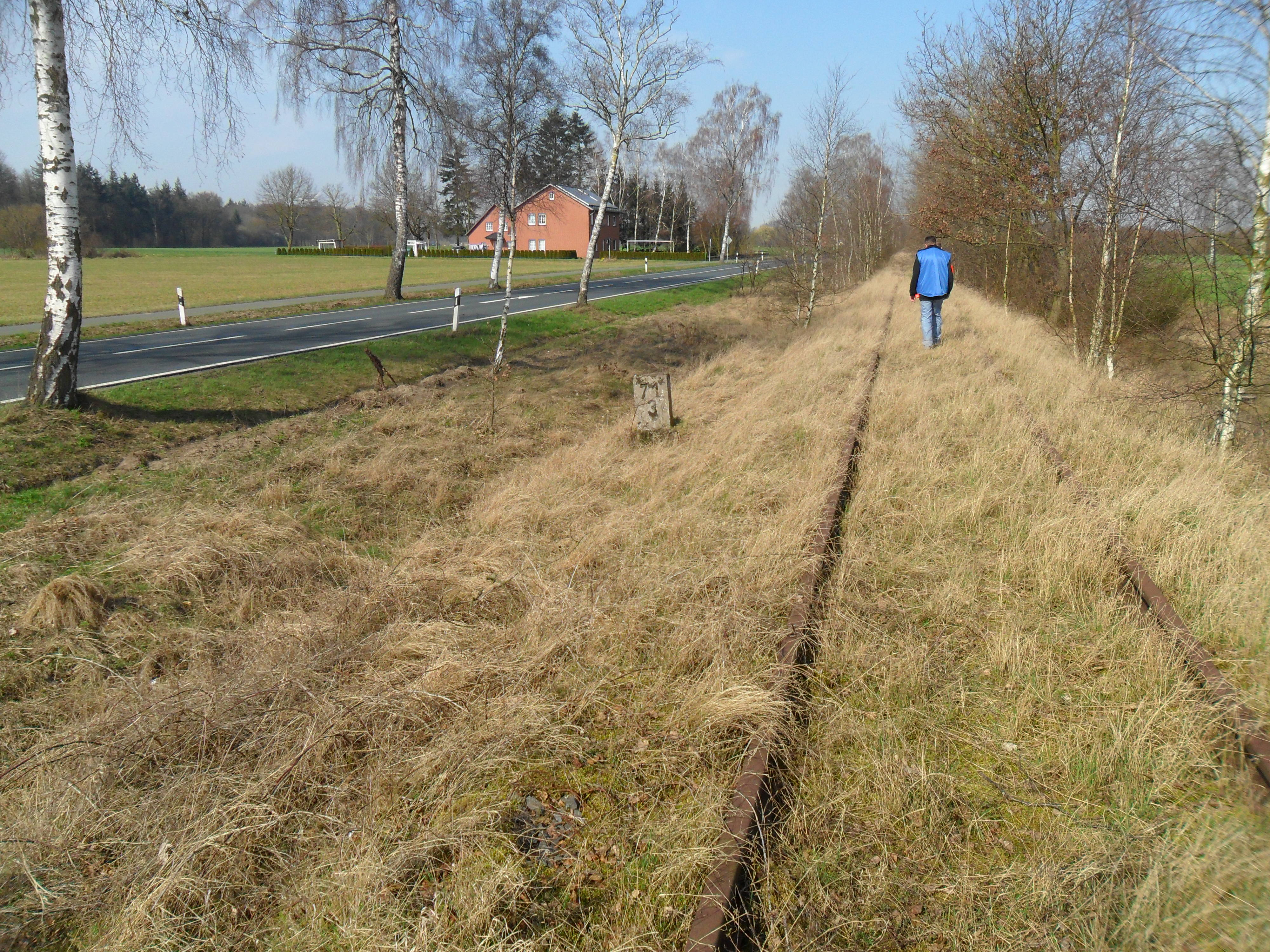
Stillgelegter Streckenabschnitt zwischen Sulingen und Schwaförden (März 2012)

Mindestens seit den 2010er-Jahren fordern der Verkehrsclub Deutschland für den SPNV und der Verband Deutscher Verkehrsunternehmen für den Schienengüterverkehr die Ertüchtigung der Bahnstrecke vom südlichen Teilendpunkt Rahden über Sulingen bis zum Bahnhof Bassum als Übergang in die Bahnstrecke Wanne-Eickel–Hamburg. Der in Bassum ansässige Verein Aktionsbündnis Eisenbahnstrecke Bassum–Bünde e. V. verfolgt als spezifisches Vereinsziel die Nutzbarmachung dieses Streckenabschnitts. Im Dezember 2020 sprach sich der Rat der Stadt Sulingen für die Wiederbelebung der Strecke Rahden–Bremen aus. Eine 2022 unter Leitung eines Professors der TH Köln entstandene Machbarkeitsstudie zur Reaktivierung der Bahnstrecke zwischen Bassum und Rahden unterstellte der Wiederinbetriebnahme des Streckenabschnitts einen positiven Nutzen.
Die Landesnahverkehrsgesellschaft Niedersachsen (LNVG) prüfte 2023/24 die Wirtschaftlichkeit einer Reaktivierung für den Schienenpersonennahverkehr (SPNV) der Gesamtstrecke (Rahden – Bassum) und der Teilabschnitte Rahden – Sulingen (mit Verlängerung der Linie RB 71) und Sulingen – Nordsulingen als Insellösung. Das Ziel dieser Untersuchung war eine Priorisierung und Abschätzung für eine Förderung der Finanzierung nach dem GVFG durch den Bund und einer Bestellung von Nahverkehrsleistungen durch das Land Niedersachsen aus Regionalisierungsmitteln. Keine der drei Varianten erreichte einen den Kriterien der LNVG entsprechenden Mindestnutzen. Als nachteilig wurden insbesondere hohe Investitionskosten und eine besonders nördlich von Sulingen geringe Bevölkerungsabdeckung bewertet. Das im Frühjahr 2024 öffentlich gewordene negative Ergebnis wurde von einzelnen Politikern und lokalen Multiplikatoren inhaltlich angezweifelt. Die LNVG verwies im April 2024 auf die im Lenkungskreis bestimmten Kriterien und bat die betroffenen Kommunen um Mithilfe zur Optimierung des Ergebnisses.